# Heini Hemmi
Heini Hemmi (ur. 17 stycznia 1949 w Churwalden) – szwajcarski narciarz alpejski, mistrz olimpijski i mistrz świata, a także zdobywca Małej Kryształowej Kuli Pucharu Świata w klasyfikacji giganta.

## Kariera
Największy sukces osiągnął podczas igrzysk olimpijskich w Innsbrucku 1976, zdobywając złoty medal w slalomie gigancie. Wyprzedził swego rodaka Ernsta Gooda oraz Ingemara Stenmarka ze Szwecji. Po pierwszym przejeździe zajmował trzecie miejsce, tracąc do prowadzącego Włocha Gustava Thöniego 1,22 sekundy. W drugim przejeździe uzyskał drugi wynik, co dało mu jednak najlepszy czas łączny i zwycięstwo z przewagą 0,20 sekundy nad Goodem. Na tych samych igrzyskach wystartował także w slalomie, jednak nie zdołał ukończyć rywalizacji. Były to jego jedyne starty olimpijskie.
W slalomie gigancie zajął też czwarte miejsce na mistrzostwach świata w Garmisch-Partenkirchen w 1978. Walkę o brązowy medal przegrał z Willim Frommeltem z Liechtensteinu o 0,12 sekundy.
W zawodach Pucharu Świata zadebiutował w grudniu 1969. Pierwsze punkty wywalczył 11 stycznia 1970 w Wengen, zajmując piąte miejsce w slalomie. Na podium zawodów tego cyklu pierwszy raz stanął 2 marca 1975 w kanadyjskiej miejscowości Garibaldi, gdzie był drugi w gigancie. Rozdzielił na podium Stenmarka i Thöniego. Łącznie 13 razy był na podium, w tym odniósł cztery zwycięstwa w gigancie: 18 marca 1976 w Mont-Sainte-Anne, 12 grudnia 1976 w Val d’Isère, 2 stycznia 1977  w Ebnat-Kappel oraz 24 stycznia 1977 w Adelboden. Ostatni raz na podium stanął 19 marca 1979 w Furano, zajmując drugie miejsce w gigancie. Najlepsze wyniki osiągnął w sezonie 1976/1977, kiedy to zajął siódme miejsce w klasyfikacji generalnej, a w klasyfikacji giganta wywalczył Małą Kryształową Kulę. W klasyfikacji giganta był czwarty w sezonach 1977/1978 i 1978/1979 oraz szósty w sezonie 1974/1975.
Pięciokrotnie zdobywał mistrzostwo Szwajcarii: w gigancie w latach 1974, 1975 i 1978 oraz w slalomie w latach 1973 i 1976. W 1976 został wybrany sportowcem roku w Szwajcarii. W 1979 zakończył karierę.
Po zakończeniu kariery sportowej założył firmę Heval, produkującą sprzęt sportowy. Jest także jednym z członków komitetu organizacyjnego zawodów Pucharu Świata w Lenzerheide.
Jego młodszy brat, Christian Hemmi, również uprawiał narciarstwo alpejskie.

## Osiągnięcia

### Igrzyska olimpijskie
| Miejsce | Dzień     | Rok  | Miejscowość | Konkurencja | Czas biegu  | Strata | Zwycięzca  |
| ------- | --------- | ---- | ----------- | ----------- | ----------- | ------ | ---------- |
| 1.      | 10 lutego | 1976 | Innsbruck   | Gigant      | 3:26,97 min | -      | -          |
| DNF     | 14 lutego | 1976 | Innsbruck   | Slalom      | 2:03,29 min | -      | Piero Gros |

### Mistrzostwa świata
| Miejsce | Dzień     | Rok  | Miejscowość            | Konkurencja | Czas biegu  | Strata  | Zwycięzca        |
| ------- | --------- | ---- | ---------------------- | ----------- | ----------- | ------- | ---------------- |
| 11.     | 8 lutego  | 1970 | Val Gardena            | Slalom      | 1:39,47 min | +4,49 s | Jean-Noël Augert |
| DNF     | 10 lutego | 1974 | Sankt Moritz           | Slalom      | 1:49,98 min | -       | Gustav Thöni     |
| 1.      | 10 lutego | 1976 | Innsbruck              | Gigant      | 3:26,97 min | -       | -                |
| DNF     | 14 lutego | 1976 | Innsbruck              | Slalom      | 2:03,29 min | -       | Piero Gros       |
| 4.      | 2 lutego  | 1978 | Garmisch-Partenkirchen | Gigant      | 3:02,52 min | +2,34 s | Ingemar Stenmark |

### Puchar Świata

#### Miejsca w klasyfikacji generalnej
- sezon 1969/1970: 27.
- sezon 1970/1971: 45.
- sezon 1971/1972: 45.
- sezon 1974/1975: 17.
- sezon 1975/1976: 19.
- sezon 1976/1977: 7.
- sezon 1977/1978: 8.
- sezon 1978/1979: 23.

#### Zwycięstwa w zawodach
1. Mont-Sainte-Anne – 18 marca 1976 (gigant)
2. Val d’Isère – 12 grudnia 1976 (gigant)
3. Ebnat-Kappel – 2 stycznia 1977 (gigant)
4. Adelboden – 24 stycznia 1977 (gigant)

#### Pozostałe miejsca na podium
1. Garibaldi – 2 marca 1975 (gigant) – 2. miejsce
2. Garmisch-Partenkirchen – 9 stycznia 1977 (gigant) – 2. miejsce
3. Sun Valley – 9 marca 1977 (gigant) – 3. miejsce
4. Sierra Nevada – 25 marca 1977 (gigant) – 2. miejsce
5. Val d’Isère – 10 grudnia 1977 (gigant) – 2. miejsce
6. Madonna di Campiglio – 14 grudnia 1977 (gigant) – 2. miejsce
7. Stratton Mountain – 3 marca 1978 (gigant) – 2. miejsce
8. Jasná – 4 lutego 1979 (gigant) – 3. miejsce
9. Furano – 19 marca 1979 (gigant) – 2. miejsce